# Liste der Nummer-eins-Hits in Frankreich (2016)
Diese Liste der Nummer-eins-Hits in Frankreich 2016 basiert auf den offiziellen Chartlisten (Top Singles Téléchargés [Download], Top Singles Streaming und Top Albums) des Syndicat National de l’édition Phonographique (SNEP), der französischen Landesgruppe der IFPI.

## Singles
| ← 2015 ← | Liste der Nummer-eins-Hits in Frankreich (Top Singles Téléchargés) | Liste der Nummer-eins-Hits in Frankreich (Top Singles Téléchargés) | Liste der Nummer-eins-Hits in Frankreich (Top Singles Téléchargés) | 2017 → |
| \| Zeitraum \| Wo. ges. \| Interpret \| Titel Autor(en) \| Zusätzliche Informationen \| \| (Zeitraum, Wochen auf Platz eins, Interpret, Titel, Autor[en], zusätzliche Informationen) \| \| \| \| \| \| ----------------------------------------------------------------------------------------- \| -------- \| ------------------------------- \| ----------------------------------------------------------------------------------------------------------------------------------------------------------------------------------------- \| ---------------------------------------------------------------------------------------------------------------------------------------------------------------- \| \| 23. Oktober 2015 – 7. Januar 2016 11 Wochen \| 11 \| Adele \| Hello Greg Kurstin, Adele Adkins \| – \| \| 8. Januar 2016 – 14. Januar 2016 1 Woche \| 1 \| David Bowie \| Space Oddity David Bowie \| – \| \| 15. Januar 2016 – 21. Januar 2016 1 Woche (insgesamt 2) \| 2 \| Matt Simons \| Catch & Release (Deepend Remix) Matt Simons, Erik Mattiasson \| – \| \| 22. Januar 2016 – 28. Januar 2016 1 Woche \| 1 \| Renaud \| Toujours debout Renaud Séchan, Michaël Ohayon \| – \| \| 29. Januar 2016 – 4. Februar 2016 1 Woche (insgesamt 2) \| 2 \| Rihanna feat. Drake \| Work Rupert Thomas, Monte Moir, Aubrey Graham, Matthew Samuels, Robyn Fenty, Allen Ritter, Rich Stephenson, Jahron Braithwaite \| – \| \| 5. Februar 2016 – 11. Februar 2016 1 Woche (insgesamt 2) \| 2 \| Matt Simons \| Catch & Release (Deepend Remix) Matt Simons, Erik Mattiasson \| – \| \| 12. Februar 2016 – 18. Februar 2016 1 Woche \| 1 \| Jain \| Come Jeanne Louise Galice \| – \| \| 19. Februar 2016 – 25. Februar 2016 1 Woche (insgesamt 2) \| 2 \| Rihanna feat. Drake \| Work Rupert Thomas, Monte Moir, Aubrey Graham, Matthew Samuels, Robyn Fenty, Allen Ritter, Rich Stephenson, Jahron Braithwaite \| – \| \| 26. Februar 2016 – 24. März 2016 4 Wochen \| 4 \| Alan Walker \| Faded Anders Froen, Gunnar Greve Pettersen, Alan Walker, Jesper Borgen \| – \| \| 25. März 2016 – 7. April 2016 2 Wochen (insgesamt 3) \| 3 \| Kungs vs. Cookin’ on 3 Burners \| This Girl Lance Ferguson, Ivan Khatchoyan, Jake Mason \| – \| \| 8. April 2016 – 14. April 2016 1 Woche \| 1 \| Drake feat. Wizkid & Kyla \| One Dance Aubrey Graham, Noah Shebib, Paul Jefferies, Ayodeji Ibrahim Balogun, Kyla Smith \| – \| \| 15. April 2016 – 21. April 2016 1 Woche (insgesamt 3) \| 3 \| Kungs vs. Cookin’ on 3 Burners \| This Girl Lance Ferguson, Ivan Khatchoyan, Jake Mason \| – \| \| 22. April 2016 – 28. April 2016 1 Woche \| 1 \| Prince and The Revolution \| Purple Rain Prince \| Nach seinem Tod stand Prince erstmals auf Platz 1 in Frankreich, die Single hatte 1985 Platz 12 erreicht, dreimal war er in seiner Karriere auf Platz 5 gewesen. \| \| 29. April 2016 – 12. Mai 2016 2 Wochen \| 2 \| Sia feat. Sean Paul \| Cheap Thrills Sia Furler, Greg Kurstin, Sean Paul Henriques \| – \| \| 13. Mai 2016 – 19. Mai 2016 1 Woche (insgesamt 7) \| 7 \| Justin Timberlake \| Can’t Stop the Feeling! Max Martin, Karl Johan Schuster, Justin Timberlake \| – \| \| 20. Mai 2016 – 2. Juni 2016 2 Wochen (insgesamt 4) \| 4 \| Céline Dion \| Encore un soir Jean-Jacques Goldman \| – \| \| 3. Juni 2016 – 9. Juni 2016 1 Woche (insgesamt 7) \| 7 \| Justin Timberlake \| Can’t Stop the Feeling! Max Martin, Karl Johan Schuster, Justin Timberlake \| – \| \| 10. Juni 2016 – 23. Juni 2016 2 Wochen (insgesamt 3) \| 3 \| David Guetta feat. Zara Larsson \| This One’s for You David Guetta, Giorgio Tuinfort, Nick van de Wall, Ester Dean, Thomas Troelsen \| – \| \| 24. Juni 2016 – 7. Juli 2016 2 Wochen (insgesamt 7) \| 7 \| Justin Timberlake \| Can’t Stop the Feeling! Max Martin, Karl Johan Schuster, Justin Timberlake \| – \| \| 8. Juli 2016 – 14. Juli 2016 1 Woche (insgesamt 3) \| 3 \| David Guetta feat. Zara Larsson \| This One’s for You David Guetta, Giorgio Tuinfort, Nick van de Wall, Ester Dean, Thomas Troelsen \| – \| \| 15. Juli 2016 – 21. Juli 2016 1 Woche (insgesamt 7) \| 7 \| Justin Timberlake \| Can’t Stop the Feeling! Max Martin, Karl Johan Schuster, Justin Timberlake \| – \| \| 22. Juli 2016 – 28. Juli 2016 1 Woche \| 1 \| Booba \| E.L.E.P.H.A.N.T. Elie Yaffa \| – \| \| 29. Juli 2016 – 4. August 2016 1 Woche (insgesamt 7) \| 7 \| Justin Timberlake \| Can’t Stop the Feeling! Max Martin, Karl Johan Schuster, Justin Timberlake \| – \| \| 5. August 2016 – 11. August 2016 1 Woche \| 1 \| DJ Snake feat. Justin Bieber \| Let Me Love You Louis Bell, Justin Bieber, Lumidee Cedeño, William Grigahcine, Stany Kibulu, Brian Lee, Steven Marsden, Teddy Mendez, Edwin Perez, Austin Roser, Ali Tamposi, Andrew Watt \| – \| \| 12. August 2016 – 18. August 2016 1 Woche (insgesamt 7) \| 7 \| Justin Timberlake \| Can’t Stop the Feeling! Max Martin, Karl Johan Schuster, Justin Timberlake \| – \| \| 19. August 2016 – 25. August 2016 1 Woche \| 1 \| Imany \| Don’t Be So Shy (Filatov & Karas Remix) Nadia Mladjao, Stéfane Goldman \| – \| \| 26. August 2016 – 8. September 2016 2 Wochen (insgesamt 4) \| 4 \| Céline Dion \| Encore un soir Jean-Jacques Goldman \| – \| \| 9. September 2016 – 15. September 2016 1 Woche \| 1 \| Lady Gaga \| Perfect Illusion Lady Gaga, Kevin Parker, Mark Ronson, BloodPop \| – \| \| 16. September 2016 – 22. September 2016 1 Woche (insgesamt 7) \| 7 \| LP \| Lost on You Laura Pergolizzi, Nate Campany, Mike Del Rio, Michael Gonzales \| – \| \| 23. September 2016 – 29. September 2016 1 Woche \| 1 \| The Weeknd feat. Daft Punk \| Starboy Abel Tesfaye, Guy-Manuel de Homem-Christo, Thomas Bangalter, Martin McKinney, Henry Walter \| – \| \| 30. September 2016 – 6. Oktober 2016 1 Woche \| 1 \| Booba \| DKR Booba \| – \| \| 7. Oktober 2016 – 13. Oktober 2016 1 Woche (insgesamt 2) \| 2 \| Bruno Mars \| 24K Magic Bruno Mars, Christopher Brody Brown, Philip Lawrence \| – \| \| 14. Oktober 2016 – 20. Oktober 2016 1 Woche \| 1 \| Julien Doré \| Le lac Julien Doré \| – \| \| 21. Oktober 2016 – 10. November 2016 3 Wochen \| 3 \| Richard Orlinski and Eva Simons \| Heartbeat \| – \| \| 11. November 2016 – 17. November 2016 1 Woche \| 1 \| Leonard Cohen \| Hallelujah Leonard Cohen \| – \| \| 18. November 2016 – 24. November 2016 1 Woche (insgesamt 2) \| 2 \| Bruno Mars \| 24K Magic Bruno Mars, Christopher Brody Brown, Philip Lawrence \| – \| \| 25. November 2016 – 5. Januar 2017 6 Wochen (insgesamt 7) \| 7 \| LP \| Lost on You Laura Pergolizzi, Nate Campany, Mike Del Rio, Michael Gonzales \| – \| |                                                                    |                                                                    | | |
| ← 2015 |                                                                    |                                                                    | | → 2017 → |
| Zeitraum | Wo. ges.                                                           | Interpret                                                          | Titel Autor(en) | Zusätzliche Informationen |
| (Zeitraum, Wochen auf Platz eins, Interpret, Titel, Autor[en], zusätzliche Informationen) |                                                                    |                                                                    | | |
| 23. Oktober 2015 – 7. Januar 2016 11 Wochen | 11                                                                 | Adele                                                              | Hello Greg Kurstin, Adele Adkins | – |
| 8. Januar 2016 – 14. Januar 2016 1 Woche | 1                                                                  | David Bowie                                                        | Space Oddity David Bowie | – |
| 15. Januar 2016 – 21. Januar 2016 1 Woche (insgesamt 2) | 2                                                                  | Matt Simons                                                        | Catch & Release (Deepend Remix) Matt Simons, Erik Mattiasson | – |
| 22. Januar 2016 – 28. Januar 2016 1 Woche | 1                                                                  | Renaud                                                             | Toujours debout Renaud Séchan, Michaël Ohayon | – |
| 29. Januar 2016 – 4. Februar 2016 1 Woche (insgesamt 2) | 2                                                                  | Rihanna feat. Drake                                                | Work Rupert Thomas, Monte Moir, Aubrey Graham, Matthew Samuels, Robyn Fenty, Allen Ritter, Rich Stephenson, Jahron Braithwaite                                                            | – |
| 5. Februar 2016 – 11. Februar 2016 1 Woche (insgesamt 2) | 2                                                                  | Matt Simons                                                        | Catch & Release (Deepend Remix) Matt Simons, Erik Mattiasson | – |
| 12. Februar 2016 – 18. Februar 2016 1 Woche | 1                                                                  | Jain                                                               | Come Jeanne Louise Galice | – |
| 19. Februar 2016 – 25. Februar 2016 1 Woche (insgesamt 2) | 2                                                                  | Rihanna feat. Drake                                                | Work Rupert Thomas, Monte Moir, Aubrey Graham, Matthew Samuels, Robyn Fenty, Allen Ritter, Rich Stephenson, Jahron Braithwaite                                                            | – |
| 26. Februar 2016 – 24. März 2016 4 Wochen | 4                                                                  | Alan Walker                                                        | Faded Anders Froen, Gunnar Greve Pettersen, Alan Walker, Jesper Borgen | – |
| 25. März 2016 – 7. April 2016 2 Wochen (insgesamt 3) | 3                                                                  | Kungs vs. Cookin’ on 3 Burners                                     | This Girl Lance Ferguson, Ivan Khatchoyan, Jake Mason | – |
| 8. April 2016 – 14. April 2016 1 Woche | 1                                                                  | Drake feat. Wizkid & Kyla                                          | One Dance Aubrey Graham, Noah Shebib, Paul Jefferies, Ayodeji Ibrahim Balogun, Kyla Smith                                                                                                 | – |
| 15. April 2016 – 21. April 2016 1 Woche (insgesamt 3) | 3                                                                  | Kungs vs. Cookin’ on 3 Burners                                     | This Girl Lance Ferguson, Ivan Khatchoyan, Jake Mason | – |
| 22. April 2016 – 28. April 2016 1 Woche | 1                                                                  | Prince and The Revolution                                          | Purple Rain Prince | Nach seinem Tod stand Prince erstmals auf Platz 1 in Frankreich, die Single hatte 1985 Platz 12 erreicht, dreimal war er in seiner Karriere auf Platz 5 gewesen. |
| 29. April 2016 – 12. Mai 2016 2 Wochen | 2                                                                  | Sia feat. Sean Paul                                                | Cheap Thrills Sia Furler, Greg Kurstin, Sean Paul Henriques | – |
| 13. Mai 2016 – 19. Mai 2016 1 Woche (insgesamt 7) | 7                                                                  | Justin Timberlake                                                  | Can’t Stop the Feeling! Max Martin, Karl Johan Schuster, Justin Timberlake | – |
| 20. Mai 2016 – 2. Juni 2016 2 Wochen (insgesamt 4) | 4                                                                  | Céline Dion                                                        | Encore un soir Jean-Jacques Goldman | – |
| 3. Juni 2016 – 9. Juni 2016 1 Woche (insgesamt 7) | 7                                                                  | Justin Timberlake                                                  | Can’t Stop the Feeling! Max Martin, Karl Johan Schuster, Justin Timberlake | – |
| 10. Juni 2016 – 23. Juni 2016 2 Wochen (insgesamt 3) | 3                                                                  | David Guetta feat. Zara Larsson                                    | This One’s for You David Guetta, Giorgio Tuinfort, Nick van de Wall, Ester Dean, Thomas Troelsen                                                                                          | – |
| 24. Juni 2016 – 7. Juli 2016 2 Wochen (insgesamt 7) | 7                                                                  | Justin Timberlake                                                  | Can’t Stop the Feeling! Max Martin, Karl Johan Schuster, Justin Timberlake | – |
| 8. Juli 2016 – 14. Juli 2016 1 Woche (insgesamt 3) | 3                                                                  | David Guetta feat. Zara Larsson                                    | This One’s for You David Guetta, Giorgio Tuinfort, Nick van de Wall, Ester Dean, Thomas Troelsen                                                                                          | – |
| 15. Juli 2016 – 21. Juli 2016 1 Woche (insgesamt 7) | 7                                                                  | Justin Timberlake                                                  | Can’t Stop the Feeling! Max Martin, Karl Johan Schuster, Justin Timberlake | – |
| 22. Juli 2016 – 28. Juli 2016 1 Woche | 1                                                                  | Booba                                                              | E.L.E.P.H.A.N.T. Elie Yaffa | – |
| 29. Juli 2016 – 4. August 2016 1 Woche (insgesamt 7) | 7                                                                  | Justin Timberlake                                                  | Can’t Stop the Feeling! Max Martin, Karl Johan Schuster, Justin Timberlake | – |
| 5. August 2016 – 11. August 2016 1 Woche | 1                                                                  | DJ Snake feat. Justin Bieber                                       | Let Me Love You Louis Bell, Justin Bieber, Lumidee Cedeño, William Grigahcine, Stany Kibulu, Brian Lee, Steven Marsden, Teddy Mendez, Edwin Perez, Austin Roser, Ali Tamposi, Andrew Watt | – |
| 12. August 2016 – 18. August 2016 1 Woche (insgesamt 7) | 7                                                                  | Justin Timberlake                                                  | Can’t Stop the Feeling! Max Martin, Karl Johan Schuster, Justin Timberlake | – |
| 19. August 2016 – 25. August 2016 1 Woche | 1                                                                  | Imany                                                              | Don’t Be So Shy (Filatov & Karas Remix) Nadia Mladjao, Stéfane Goldman | – |
| 26. August 2016 – 8. September 2016 2 Wochen (insgesamt 4) | 4                                                                  | Céline Dion                                                        | Encore un soir Jean-Jacques Goldman | – |
| 9. September 2016 – 15. September 2016 1 Woche | 1                                                                  | Lady Gaga                                                          | Perfect Illusion Lady Gaga, Kevin Parker, Mark Ronson, BloodPop | – |
| 16. September 2016 – 22. September 2016 1 Woche (insgesamt 7) | 7                                                                  | LP                                                                 | Lost on You Laura Pergolizzi, Nate Campany, Mike Del Rio, Michael Gonzales | – |
| 23. September 2016 – 29. September 2016 1 Woche | 1                                                                  | The Weeknd feat. Daft Punk                                         | Starboy Abel Tesfaye, Guy-Manuel de Homem-Christo, Thomas Bangalter, Martin McKinney, Henry Walter                                                                                        | – |
| 30. September 2016 – 6. Oktober 2016 1 Woche | 1                                                                  | Booba                                                              | DKR Booba | – |
| 7. Oktober 2016 – 13. Oktober 2016 1 Woche (insgesamt 2) | 2                                                                  | Bruno Mars                                                         | 24K Magic Bruno Mars, Christopher Brody Brown, Philip Lawrence | – |
| 14. Oktober 2016 – 20. Oktober 2016 1 Woche | 1                                                                  | Julien Doré                                                        | Le lac Julien Doré | – |
| 21. Oktober 2016 – 10. November 2016 3 Wochen | 3                                                                  | Richard Orlinski and Eva Simons                                    | Heartbeat | – |
| 11. November 2016 – 17. November 2016 1 Woche | 1                                                                  | Leonard Cohen                                                      | Hallelujah Leonard Cohen | – |
| 18. November 2016 – 24. November 2016 1 Woche (insgesamt 2) | 2                                                                  | Bruno Mars                                                         | 24K Magic Bruno Mars, Christopher Brody Brown, Philip Lawrence | – |
| 25. November 2016 – 5. Januar 2017 6 Wochen (insgesamt 7) | 7                                                                  | LP                                                                 | Lost on You Laura Pergolizzi, Nate Campany, Mike Del Rio, Michael Gonzales | – |

| ← 2015 ← | Liste der Nummer-eins-Hits in Frankreich (Top Singles Streaming) | Liste der Nummer-eins-Hits in Frankreich (Top Singles Streaming) | Liste der Nummer-eins-Hits in Frankreich (Top Singles Streaming)                                                               | 2017 →                    |
| \| Zeitraum \| Wo. ges. \| Interpret \| Titel Autor(en) \| Zusätzliche Informationen \| \| (Zeitraum, Wochen auf Platz eins, Interpret, Titel, Autor[en], zusätzliche Informationen) \| \| \| \| \| \| ----------------------------------------------------------------------------------------- \| -------- \| ------------------------------ \| ------------------------------------------------------------------------------------------------------------------------------ \| ------------------------- \| \| 1. Januar 2016 – 21. Januar 2016 3 Wochen (insgesamt 4) \| 4 \| Jul \| Amnésia \| – \| \| 22. Januar 2016 – 11. Februar 2016 3 Wochen \| 3 \| Yall feat. Gabriela Richardson \| Hundred Miles Joan Sala, David Borràs, Gabriela Richardson \| – \| \| 12. Februar 2016 – 10. März 2016 4 Wochen \| 4 \| Rihanna feat. Drake \| Work Rupert Thomas, Monte Moir, Aubrey Graham, Matthew Samuels, Robyn Fenty, Allen Ritter, Rich Stephenson, Jahron Braithwaite \| – \| \| 11. März 2016 – 14. April 2016 5 Wochen \| 5 \| Alan Walker \| Faded Anders Froen, Gunnar Greve Pettersen, Alan Walker, Jesper Borgen \| – \| \| 15. April 2016 – 21. April 2016 1 Woche \| 1 \| Sia feat. Sean Paul \| Cheap Thrills Sia Furler, Greg Kurstin, Sean Paul Henriques \| – \| \| 22. April 2016 – 25. August 2016 18 Wochen \| 18 \| Drake feat. Wizkid & Kyla \| One Dance Aubrey Graham, Noah Shebib, Paul Jefferies, Ayodeji Ibrahim Balogun, Kyla Smith \| – \| \| 26. August 2016 – 15. September 2016 3 Wochen \| 3 \| DJ Snake feat. Justin Bieber \| Let Me Love You William Grigahcine, Justin Bieber, Andrew Watt, Ali Tamposi, Brian Lee, Louis Bell \| – \| \| 16. September 2016 – 22. September 2016 1 Woche \| 1 \| PNL \| Naha \| – \| \| 23. September 2016 – 27. Oktober 2016 5 Wochen \| 5 \| Jul \| Tchikita \| – \| \| 28. Oktober 2016 – 10. November 2016 2 Wochen \| 2 \| Booba \| DKR \| – \| \| 11. November 2016 – 1. Dezember 2016 3 Wochen \| 3 \| PNL \| Onizuka \| – \| \| 2. Dezember 2016 – 15. Dezember 2016 2 Wochen \| 2 \| Nekfeu \| Squa \| – \| \| 16. Dezember 2016 – 12. Januar 2017 4 Wochen \| 4 \| Nekfeu \| Mauvaise graine \| – \| |                                                                  |                                                                  | |                           |
| ← 2015 |                                                                  |                                                                  | | → 2017 →                  |
| Zeitraum | Wo. ges.                                                         | Interpret                                                        | Titel Autor(en) | Zusätzliche Informationen |
| (Zeitraum, Wochen auf Platz eins, Interpret, Titel, Autor[en], zusätzliche Informationen) |                                                                  |                                                                  | |                           |
| 1. Januar 2016 – 21. Januar 2016 3 Wochen (insgesamt 4) | 4                                                                | Jul                                                              | Amnésia | –                         |
| 22. Januar 2016 – 11. Februar 2016 3 Wochen | 3                                                                | Yall feat. Gabriela Richardson                                   | Hundred Miles Joan Sala, David Borràs, Gabriela Richardson                                                                     | –                         |
| 12. Februar 2016 – 10. März 2016 4 Wochen | 4                                                                | Rihanna feat. Drake                                              | Work Rupert Thomas, Monte Moir, Aubrey Graham, Matthew Samuels, Robyn Fenty, Allen Ritter, Rich Stephenson, Jahron Braithwaite | –                         |
| 11. März 2016 – 14. April 2016 5 Wochen | 5                                                                | Alan Walker                                                      | Faded Anders Froen, Gunnar Greve Pettersen, Alan Walker, Jesper Borgen                                                         | –                         |
| 15. April 2016 – 21. April 2016 1 Woche | 1                                                                | Sia feat. Sean Paul                                              | Cheap Thrills Sia Furler, Greg Kurstin, Sean Paul Henriques                                                                    | –                         |
| 22. April 2016 – 25. August 2016 18 Wochen | 18                                                               | Drake feat. Wizkid & Kyla                                        | One Dance Aubrey Graham, Noah Shebib, Paul Jefferies, Ayodeji Ibrahim Balogun, Kyla Smith                                      | –                         |
| 26. August 2016 – 15. September 2016 3 Wochen | 3                                                                | DJ Snake feat. Justin Bieber                                     | Let Me Love You William Grigahcine, Justin Bieber, Andrew Watt, Ali Tamposi, Brian Lee, Louis Bell                             | –                         |
| 16. September 2016 – 22. September 2016 1 Woche | 1                                                                | PNL                                                              | Naha | –                         |
| 23. September 2016 – 27. Oktober 2016 5 Wochen | 5                                                                | Jul                                                              | Tchikita | –                         |
| 28. Oktober 2016 – 10. November 2016 2 Wochen | 2                                                                | Booba                                                            | DKR | –                         |
| 11. November 2016 – 1. Dezember 2016 3 Wochen | 3                                                                | PNL                                                              | Onizuka | –                         |
| 2. Dezember 2016 – 15. Dezember 2016 2 Wochen | 2                                                                | Nekfeu                                                           | Squa | –                         |
| 16. Dezember 2016 – 12. Januar 2017 4 Wochen | 4                                                                | Nekfeu                                                           | Mauvaise graine | –                         |

## Alben
| ← 2015 ← | Liste der Nummer-eins-Hits in Frankreich | Liste der Nummer-eins-Hits in Frankreich | Liste der Nummer-eins-Hits in Frankreich | 2017 →                    |
| \| Zeitraum \| Wo. ges. \| Interpret \| Titel \| Zusätzliche Informationen \| \| (Zeitraum, Wochen auf Platz eins, Interpret, Titel, zusätzliche Informationen) \| \| \| \| \| \| ------------------------------------------------------------------------------ \| -------- \| -------------- \| --------------------------------- \| ------------------------- \| \| 20. November 2015 – 7. Januar 2016 7 Wochen \| 7 \| Adele \| 25 \| – \| \| 8. Januar 2016 – 28. Januar 2016 3 Wochen \| 3 \| David Bowie \| Blackstar \| – \| \| 29. Januar 2016 – 4. Februar 2016 1 Woche (insgesamt 4) \| 4 \| Kids United \| Un monde meilleur \| – \| \| 5. Februar 2016 – 11. Februar 2016 1 Woche \| 1 \| Pascal Obispo \| Billet de femme \| – \| \| 12. Februar 2016 – 3. März 2016 3 Wochen (insgesamt 4) \| 4 \| Kids United \| Un monde meilleur \| – \| \| 4. März 2016 – 10. März 2016 1 Woche (insgesamt 3) \| 3 \| Jul \| My World \| – \| \| 11. März 2016 – 7. April 2016 4 Wochen \| 4 \| Les Enfoirés \| 2016: Au rendez-vous des Enfoirés \| – \| \| 8. April 2016 – 12. Mai 2016 5 Wochen \| 5 \| Renaud \| Renaud \| – \| \| 13. Mai 2016 – 16. Juni 2016 5 Wochen \| 5 \| Christophe Maé \| L’attrape-rêves \| – \| \| 17. Juni 2016 – 23. Juni 2016 1 Woche \| 1 \| $-Crew \| Destins liés \| – \| \| 24. Juni 2016 – 7. Juli 2016 2 Wochen (insgesamt 7) \| 7 \| Jul \| Emotions \| – \| \| 8. Juli 2016 – 14. Juli 2016 1 Woche \| 1 \| Slimane \| À bout de rêves \| – \| \| 15. Juli 2016 – 18. August 2016 5 Wochen (insgesamt 7) \| 7 \| Jul \| Emotions \| – \| \| 19. August 2016 – 25. August 2016 1 Woche \| 1 \| Kids United \| Tout le bonheur du monde \| – \| \| 26. August 2016 – 15. September 2016 3 Wochen \| 3 \| Céline Dion \| Encore un soir \| – \| \| 16. September 2016 – 13. Oktober 2016 4 Wochen \| 4 \| PNL \| Dans la légende \| – \| \| 14. Oktober 2016 – 20. Oktober 2016 1 Woche \| 1 \| Julien Doré \| & \| – \| \| 21. Oktober 2016 – 17. November 2016 4 Wochen (insgesamt 8) \| 8 \| M. Pokora \| My Way \| – \| \| 18. November 2016 – 24. November 2016 1 Woche \| 1 \| Metallica \| Hardwired…to Self-Destruct \| – \| \| 25. November 2016 – 1. Dezember 2016 1 Woche (insgesamt 8) \| 8 \| M. Pokora \| My Way \| – \| \| 2. Dezember 2016 – 8. Dezember 2016 1 Woche (insgesamt 4) \| 4 \| Jul \| L’ovni \| – \| \| 9. Dezember 2016 – 15. Dezember 2016 1 Woche \| 1 \| Nekfeu \| Cyborg \| – \| \| 16. Dezember 2016 – 5. Januar 2017 3 Wochen (insgesamt 8) \| 8 \| M. Pokora \| My Way \| – \| |                                          |                                          |                                          |                           |
| ← 2015 |                                          |                                          |                                          | → 2017 →                  |
| Zeitraum | Wo. ges.                                 | Interpret                                | Titel                                    | Zusätzliche Informationen |
| (Zeitraum, Wochen auf Platz eins, Interpret, Titel, zusätzliche Informationen) |                                          |                                          |                                          |                           |
| 20. November 2015 – 7. Januar 2016 7 Wochen | 7                                        | Adele                                    | 25                                       | –                         |
| 8. Januar 2016 – 28. Januar 2016 3 Wochen | 3                                        | David Bowie                              | Blackstar                                | –                         |
| 29. Januar 2016 – 4. Februar 2016 1 Woche (insgesamt 4) | 4                                        | Kids United                              | Un monde meilleur                        | –                         |
| 5. Februar 2016 – 11. Februar 2016 1 Woche | 1                                        | Pascal Obispo                            | Billet de femme                          | –                         |
| 12. Februar 2016 – 3. März 2016 3 Wochen (insgesamt 4) | 4                                        | Kids United                              | Un monde meilleur                        | –                         |
| 4. März 2016 – 10. März 2016 1 Woche (insgesamt 3) | 3                                        | Jul                                      | My World                                 | –                         |
| 11. März 2016 – 7. April 2016 4 Wochen | 4                                        | Les Enfoirés                             | 2016: Au rendez-vous des Enfoirés        | –                         |
| 8. April 2016 – 12. Mai 2016 5 Wochen | 5                                        | Renaud                                   | Renaud                                   | –                         |
| 13. Mai 2016 – 16. Juni 2016 5 Wochen | 5                                        | Christophe Maé                           | L’attrape-rêves                          | –                         |
| 17. Juni 2016 – 23. Juni 2016 1 Woche | 1                                        | $-Crew                                   | Destins liés                             | –                         |
| 24. Juni 2016 – 7. Juli 2016 2 Wochen (insgesamt 7) | 7                                        | Jul                                      | Emotions                                 | –                         |
| 8. Juli 2016 – 14. Juli 2016 1 Woche | 1                                        | Slimane                                  | À bout de rêves                          | –                         |
| 15. Juli 2016 – 18. August 2016 5 Wochen (insgesamt 7) | 7                                        | Jul                                      | Emotions                                 | –                         |
| 19. August 2016 – 25. August 2016 1 Woche | 1                                        | Kids United                              | Tout le bonheur du monde                 | –                         |
| 26. August 2016 – 15. September 2016 3 Wochen | 3                                        | Céline Dion                              | Encore un soir                           | –                         |
| 16. September 2016 – 13. Oktober 2016 4 Wochen | 4                                        | PNL                                      | Dans la légende                          | –                         |
| 14. Oktober 2016 – 20. Oktober 2016 1 Woche | 1                                        | Julien Doré                              | &                                        | –                         |
| 21. Oktober 2016 – 17. November 2016 4 Wochen (insgesamt 8) | 8                                        | M. Pokora                                | My Way                                   | –                         |
| 18. November 2016 – 24. November 2016 1 Woche | 1                                        | Metallica                                | Hardwired…to Self-Destruct               | –                         |
| 25. November 2016 – 1. Dezember 2016 1 Woche (insgesamt 8) | 8                                        | M. Pokora                                | My Way                                   | –                         |
| 2. Dezember 2016 – 8. Dezember 2016 1 Woche (insgesamt 4) | 4                                        | Jul                                      | L’ovni                                   | –                         |
| 9. Dezember 2016 – 15. Dezember 2016 1 Woche | 1                                        | Nekfeu                                   | Cyborg                                   | –                         |
| 16. Dezember 2016 – 5. Januar 2017 3 Wochen (insgesamt 8) | 8                                        | M. Pokora                                | My Way                                   | –                         |